# El paper de paret groc
"El paper de paret groc" (títol original en anglès: "The Yellow Wallpaper") és un conte curt de 6.000 paraules de l'escriptora estatunidenca Charlotte Perkins Gilman. Va ser publicat per primera vegada el mes de gener de 1892 al The New England Magazine. Aquesta obra és considerada seminal de la literatura feminista nord-americana, i il·lustra les actituds al segle xix pel que fa a la salut de les dones, el seu aspecte físic i també mental.

## Descripció
Escrit en primera persona, es tracta de les anotacions del diari de la dona d'un metge (John), el qual ha llogat una mansió antiga d'estiueig. La parella s'instal·la a la cambra infantil de la planta alta. A la nostra protagonista se li prohibeix treballar, i se l'anima a alimentar-se correctament i a realitzar exercici a l'aire lliure, de manera que pugui recuperar-se del que el seu espòs denomina una "depressió nerviosa temporal– una lleugera tendència histèrica", un diagnòstic bastant comú pel que fa a les dones d'aquesta època. La protagonista amaga el seu diari perquè no vol que se li retregui que ha estat treballant en excés.
La història traspua els efectes de la falta d'estimulació sobre la salut mental de la narradora, de tal manera que acaba desenvolupant una psicosi. Sense res que l'estimuli, s'obsessiona pel disseny i el color del paper de la paret. "Aquest paper de la paret, té el to groc més estrany! Em fa pensar en totes les coses grogues que he vist a la meva vida – no les coses belles, com per exemple els botons d'or, sinó coses grogues velles fetes malbé. Però aquest paper té alguna cosa de particular, la seva olor! ... L'única cosa que se m'ocorre semblant és el color del paper! Una olor groga."
Com a conseqüència de tot això, termina per imaginar-se dones arrossegant-se entre els dibuixos del paper de la paret i arriba a creure's, fins i tot, que ella mateixa és, també, una d'aquestes dones. La protagonista es tanca a l'habitació, l'únic lloc on pot sentir-se segura, fin i tot un cop ha acabat l'estiu.
| «                                                  | Perquè fora has d'arrossegar-te per terra, i tot és verd en comptes de groc. En canvi, aquí puc arrossegar-me fàcilment pel pis, i la meva espatlla s'hi avé perfectament, en un extens contacte íntim amb la paret, i així no em perdo | » |
| — Charlotte Perkins Gilman, El paper de paret groc | |   |

## Argument
La història descriu el descens d'una dona jove cap a la bogeria. John, el seu espòs, és un home comprensiu, però mancat de criteri, i creu que el millor que pot fer és una cura de repòs després d'haver donat a llum un fill. La família passa l'estiu a una mansió colonial que, segons les paraules de la narradora, "és una mica estranya". La dona i el seu espòs s'instal·len a la planta alta, encara que ella creu que va ser la cambra dels nens, ja que disposa de nombroses finestres i permet el pas de l'aire, que és tan necessari per a la seva recuperació. A més de la parella, hi ha la Jennie, germana d'en John, que es dedica a les tasques de casa. Tal com era costum a l'època les finestres de l'habitació dels nens disposen de barrots, el paper de la paret ha estat arrencat en certes parts, i el terra està ratllat. La narradora atribueix aquests desperfectes als nens.
La nostra protagonista dedica nombroses anotacions del seu diari a descriure el paper que recobreix les parets de l'habitació– la seva olor "groga", el seu disseny "que trenca el coll", les parts que han estat arrencades i la forma com deixa taques grogues a la pell i la roba de tota persona que el toca. Com més roman a l'habitació, més sembla metamorfosar-se el paper de la paret, especialment a la llum de la lluna. Sense més estímul que el paper de la paret, patró i disseny són cada vegada més intrigants per a la narradora. Aviat comença a veure una figura humana i està convençuda que una dona s'arrossega gatejant pel disseny del paper. Convençuda que ha d'alliberar-la, comença a arrencar les restes del paper.
L'últim dia d'estiu, la nostra protagonista es tanca a la seva habitació i arrenca els trossos que queden del paper de la paret. Quan el marit torna a casa i obre l'habitació amb la clau, la troba arrossegant-se per la cambra, recorrent les parets i tocant el paper. És llavors quan exclama: "Per fi et tinc... malgrat vós i la Jane", i cau desmaiat, mentre ella continua donant voltes per l'habitació.

## Interpretació

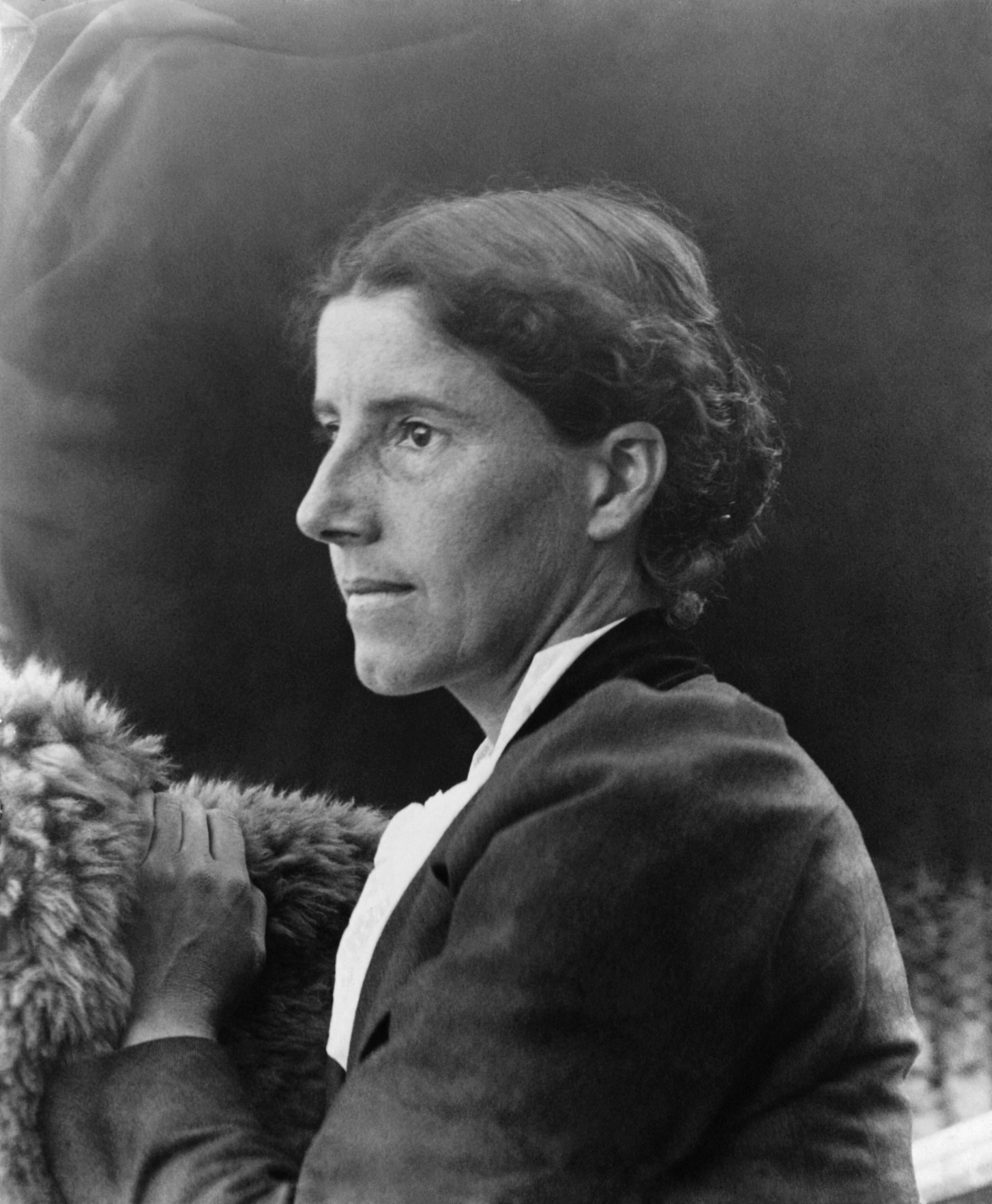
Charlotte Perkins Gilman cap a 1900.

Gilman va emprar el seu conte amb la finalitat d'explorar el rol de la dona als Estats Units de la seva època. Va tractar temes com la manca de realització més enllà de la llar i les forces opressives de la societat patriarcal. Amb el seu treball, Gilman va marcar el camí d'escriptores com Alice Walker i Sylvia Plath.
Al cont es presenta la malaltia mental com una forma de protesta per l'opressió mèdica contra les fémines. Encara que feia l'efecte que tothom volia el millor per a les dones, aquestes es consideraven mentalment molt fràgils. Moltes dones, diagnosticades com a malaltes mentals, eren víctimes dels rols subordinats d'una societat dominada pels homes. Gilman s'adona que escriure és una de les poques vies de realització que tenien les dones de la seva època, en un temps mancats de drets.
A Gilman, la idea del conte li va sorgir a partir de la seva experiència personal com a pacient: "el propòsit fonamental del conte era convèncer el Dr. S. Weir Mitchell de l'errat dels seus mètodes". Gilman havia passat per extensos períodes de depressió i havia consultat un famós metge especialista que li havia receptat una "cura de repòs" segons la qual "Gilman havia de viure una vida de reclusió a la llar, tant com fos possible". Només tenia permeses dues hores diàries d'estimulació mental.
Al cap de tres mesos i gairebé desesperada, Gilman va decidir abandonar el tractament i començar novament a treballar. El fet d'haver estat a punt de patir una greu malaltia mental, la va empènyer a escriure The Yellow Wallpaper, amb afegits i exageracions per tal d'il·lustrar la seva protesta contra un tractament inadequat. Li va enviar una còpia al Dr. Mitchell, però mai no va rebre cap resposta.
The Yellow Wallpaper "no aspirava a embogir la gent, sinó a evitar que la gent fos embogida, i va funcionar". Gilman va dir que molts anys després es va assabentar que Mitchell havia canviat els seus mètodes de tractament, però la historiadora Julie Bats Dock va fer notar que no va anar ben bé així. Mitchell va seguir amb els seus mètodes.
Setze anys després que "The Yellow Wallpaper" fos publicat, continuava fundant hospitals dedicats a oferir "cures de repòs" de manera que aquest tipus de tractament fos molt més accessible.